# Oleksiivka, Henicesk
Oleksiivka (în ucraineană Олексіївка) este localitatea de reședință a comunei Șciorsivka din raionul Henicesk, regiunea Herson, Ucraina.

## Demografie
Componența lingvistică a localității Oleksiivka
     Ucraineană (77,34%)
     Rusă (18,36%)
     Alte limbi (0,2%)
Conform recensământului din 2001, majoritatea populației localității Oleksiivka era vorbitoare de ucraineană (77,34%), existând în minoritate și vorbitori de rusă (18,36%) și armeană (2,29%).